# GitLab
Ne doit pas être confondu avec GitHub ou Git.
GitLab est un logiciel libre de forge basé sur git proposant les fonctionnalités de wiki, un système de suivi des bugs, l’intégration continue et la livraison continue. Développé par GitLab Inc et créé par Dmitriy Zaporozhets et par Valery Sizov, le logiciel est utilisé par plusieurs grandes entreprises informatiques, dont IBM, Sony, le centre de recherche de Jülich, la NASA, Alibaba, Oracle, Invincea, O’Reilly Media, Leibniz Rechenzentrum, le CERN,,, European XFEL, la GNOME Foundation, KDE, Boeing, Autodata, SpaceX, Symbio et Altares.

## Différentes distributions
GitLab est scindé en deux versions, l'une libre, sous licence MIT nommé GitLab CE, l'autre contenant quelques modifications propriétaires, sous licence GitLab EE nommé GitLab EE. Aujourd'hui, ce nom peut désigner :
- GitLab B.V. : l'entreprise créée pour gérer les développements des produits GitLab en modèle open core, devenue GitLab Inc. depuis août 2015 ;
- GitLab CE : Community Edition, la distribution libre (licence MIT)[8],[9];
- GitLab EE : Enterprise Edition, la distribution propriétaire (fonctionnalités supplémentaires) ;
- GitLab.com : le service de forge en ligne, basé sur GitLab EE.

## Histoire
En mars 2015, GitLab B.V. rachète Gitorious, une forge logicielle également basée sur Git, comportant un nombre important de projets logiciels libres.
En juillet 2016, dans une interview donnée à Jason Chen, le directeur général de GitLab Inc. reconnait explicitement le choix de l’open core,, :
« À noter que, même si nous nous considérons comme une entreprise de l’open source, il est plus juste de parler d’une entreprise de l’open core, puisque nous publions à la fois GitLab Community Edition qui est open source et GitLab Enterprise Edition qui est en sources fermées. »
En octobre 2019, GitLab annonce qu’il migre d’Azure, le cloud de Microsoft, à Google Cloud Platform. Pour l’association Framasoft, cela devrait bloquer l’accès dans certains pays (notamment Crimée, Cuba, Iran, Corée du Nord, Soudan et Syrie), en raison des lois américaines. Elle a donc fourni un miroir des paquets debian, afin de laisser l’outil GitLab CE accessible à ces pays.
En septembre 2021, GitLab Inc. souhaite faire son introduction en bourse du NASDAQ.

## Fonctionnalités
- Système de suivi des bugs
- Intégration continue
- Livraison continue
- Wiki

### Projet d'inclusion dans le Fediverse
Vervis, l'implémentation de référence de ForgeFed (un protocole d'échange décentralisé pour forge logicielle au sein du Fediverse), vise à faire avancer ses spécifications, et à terme, l'inclure entre autres, dans GitLab CE,.